# Susanne Fülscher

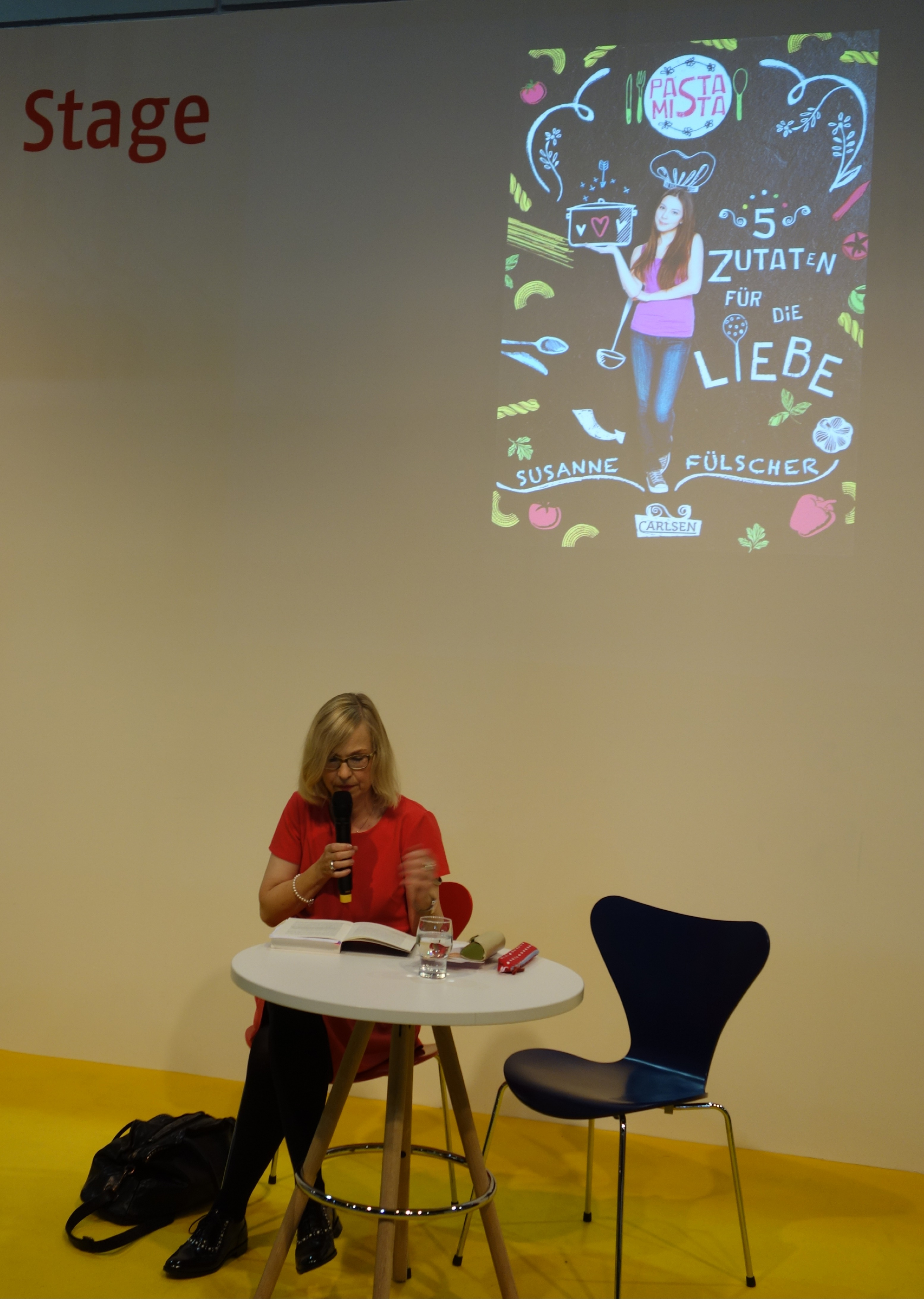
Susanne Fülscher auf der Frankfurter Buchmesse 2017

Susanne Fülscher (* 1961 in Stelle) ist eine deutsche Schriftstellerin und Drehbuchautorin.

## Leben
Sie studierte Germanistik, Romanistik und Pädagogik. 1987/1988 besuchte sie die Journalistenschule Axel Springer und schrieb für Zeitungen und Zeitschriften. Sie schreibt Kinder- und Jugendbücher sowie Drehbücher für das Fernsehen, darunter für die Serien Marienhof, Lindenstraße und Verliebt in Berlin. Ihre Jugendbücher erscheinen in Übersetzungen in Dänemark, Finnland, Estland, Kroatien, den Niederlanden, Spanien, Italien und in der Türkei. Sie ist nach eigenen Angaben verheiratet und lebt und arbeitet in Berlin.

## Werke (Auswahl)
- Lügen &  Liebhaber, Fischer TB 2000
- Hals über Kopf ein Star, Arena 2002
- Nie mehr Keks und Schokolade, Arena 2002
- PS: Ich mag sie trotzdem, dtv 2003
- Baggern Verboten ! - My secret life...., dtv 2004
- Die Kussagentur, Carlsen 2005
- 7 × Liebe, dtv 2005
- Ich und die Perlweißkuh, Carlsen 2006
- Küsse & Café au Lait, Carlsen 2006
- Schöne Mädchen fallen nicht vom Himmel, dtv 2006
- Moppelig total verknallt, Carlsen 2007
- Leben, frisch gestrichen, List 2008
- B.cool, Carlsen 2008
- Mia und das Mädchen vom anderen Stern, Carlsen 2009
- Mia  legt los!, Carlsen 2009
- Mia und der Traumprinz für Omi, Carlsen 2010
- Mit Opa auf der Strada del Sole, List 2010
- Mia und das Liebeskuddelmuddel, Carlsen 2011
- Mia und der Großstadtdschungel, Carlsen 2012
- Küssen kann schon mal passieren, Carlsen 2012
- fabelhafte Fritzi Liebeschaos und Gedankensalat, Carlsen 2013
- Mia  und das Schwesterndings, Carlsen 2013
- Mit Opa am Canal Grande, Carlsen 2013
- Dann kaufs dir doch, Carlsen 2018
- Wo die Liebe hintanzt, Piper 2019
- Limonensommer, Piper 2020
- Mia und das große Halligalli der Gefühle, Carlsen 2021
- slip mig!, carlsen 2021

## Auszeichnungen
- 1989 Moerser Jugendbuchpreis
- 1991 Zürcher Jugendbuchpreis La vache qui lit
- 1999 Moerser Jugendbuchpreis[1]